# Peugeot JetForce
„Пежо ДжетФорс“ (на френски: Peugeot JetForce) е френски скутер, пуснат в производство през 2002 г. Произвежда се в 2 версии – 125-кубикова (четиритактова) и 50 кубикова (двутактова).

## 125 cc (4-тактов)
Този модел има водно охлаждане, електрическа инжекциа (EFI), едноцилиндров агрегат с мощност 19 конски сили. Версията се предлага и с турбо.

## 50 cc (2-тактов)
Този модел се предлага като неограничен скутер, който достига скорост от 75 km/h съгласно техническите спецификации. Има и две ограничени версии, които все още се предлагат в Европа: с максимална скорост от 45 km/h и версия, достигаща 25 km/h, за която не се изисква шофьорска книжка.
До 2004 г. 50-кубиковата версия се предлага само с електрическа инжекция (TSDI), но след това се въвежда и версия с карбуратор (C-Tech). Всички двутактови модели са снабдени с отделен резервоар за масло и помпа, смесваща го с бензина.
Всички двигатели са с водно охлаждане и имат EURO-2 катализатор. Резервоарът може да събере до 8 литра безоловен бензин (А95). Задвижването се извършва чрез безстепенна трансмисия. Спирачките и окачването са еднакви при всички модели. Електрическата система е 12 – волтова с 35-ватови крушки на фаровете (отделни крушки за къси и дълги светлини).